# Lee Kyu-wan
Lee Kyu-wan(Corea:이규완 李圭完, 15 de novembro 1864 - 15 de dezembro 1946) foi um político e revolucionário Coreano durante a Dinastia Joseon. Governador da província de Gangwon (1907 - 1910, 1910 - 1917), e Hamgyong do Sul de (1917 a 1924), Gangwon (1945). Em dezembro de 1884, ele fez parte de Golpe Gapsin, mas o golpe foi sufocado em três dias. Lee teve que refugiar-se em Yamaguchi no Japão

## Lei também
- Gapsin coup
- Seo Jae-pil
- Park Young-hyo
- Yun Chi-ho
- Hong Young-sik
- Seo Kwang-pum